# 축복의 집
《축복의 집》은 2022년에 개봉한 대한민국의 영화이다.

## 캐스팅
- 안소요 : 해수 역
- 이강지 : 해준 역
- 김나영 : 순영 역
- 김재록 : 형사 역
- 이정은 : 보험 역
- 나종기 : 의사 역